# 九連城之戰
九連城之戰（又称鸭绿江之战）是中日甲午战争中的一场陆战。1894年9月15日，清朝陆军在平壤之戰战败。9月17日黄海海战又失利。东北边境告急。9月21日，李鴻章任命四川提督宋庆为帮办北洋军务，令率军由旅順急赴九连城，代替叶志超任前方各军统领。當时清军集结于鸭绿江下游九连城一带，计有毅军、铭军、盛军、奉军、芦榆防军、黑龙江镇边军等70余营，近三万人。各军均归宋庆节制。宋庆当时已高齢74岁，头发花白，人稱“白发将军”。宋慶本人英勇能战，但他“无调度，非大将材，且诸将骤禀节度，多不悦，故诸军毕集，仍散漫无纪律”。如“銘軍”將領劉盛休早年為劉銘傳所提拔，自恃身為提督，“既骄且惰，不听约束”。虎山位于瑷河与鸭绿江交会处，西隔瑷河与九连城相望。宋庆及诸将注重虎山阵地的防卫，马金叙四营守虎耳山为前锋，聂士成四营守栗子园为接应，刘盛休所部铭军八营驻九连城。但此番布置却忽略九连城上游安平河口的防卫。
1894年10月25日凌晨三时半，日军準備进攻虎山清军阵地。日军為了过江，当夜在虎山附近的鸭绿江中流架起兩座浮桥，清军竟无察觉。日军第三师团主力业已渡江完毕，遂用加农炮向虎山守军猛攻。清將马金叙仅以五六百人独守虎山，但“顽强抵抗，毫无退却之色”。而驻守虎山边的聂士成军則背腹受敌，力战不支。宋庆见马、聂“兵单难支，势甚岌岌”，便派宋得胜和马玉昆率毅军步骑三千余人来援。日軍方面，山县有朋再命立见尚文率第十旅团赴援。宋庆急令铭军出援，但劉盛休率銘軍“铭军仅凭垒施炮，几番令其接应，仅至瑷河岸，未过河”，始終不出戰。宋慶“幾番令其接應”，竟拒絕赴援，抗命“不至”。其他各军也随之溃退。10月26日黎明，日军三路成扇面形逼近九连城。第九旅团长大岛义昌使命步兵第十一联队直攀城墙而入，始发现城内已无守軍。原来，刘盛休趁夜间弃城而遁。日军竟不費一兵一彈占领九连城。宋庆等被迫率领清军分3路退往凤凰城、宽甸、岫岩一带。依克唐阿、倭恒额率部退往宽甸一带;丰升阿、聂桂林率部退往岫岩。